# Josep Cartañà i Inglés
Josep Cartañà i Inglés (Vilaverd (Conca de Barberà), 13 de setembre de 1875 - Girona, 1 d'agost de 1963) fou un religiós català, bisbe de Girona.

## Vida i encàrrecs
Josep Cartañà va estudiar al seminari de Tarragona i fou ordenat sacerdot el setembre de 1899 amb molt bones qualificacions. Això li va permetre romandre al seminari com a majordom i prefecte d'interns, ocupant les càtedres de Llatí i de Llocs Teològics, Història Eclesiàstica i Arqueologia. L'any 1917 va ésser nomenat canonge i professor de Teologia Dogmàtica. El 1930 esdevingué arxipreste del Capítol de la Catedral de Tarragona. Durant aquesta època també va exercir de síndic del Capítol, consiliari d'Acció Catòlica femenina a Tarragona i degà de la Junta de l'Hospital de la ciutat.

## Bisbe de Girona
El 22 d'abril de 1934 fou consagrat bisbe de Girona pel cardenal Vidal i Barraquer.
La seva amistat amb el bisbe de Toledo, Isidre Gomà, a qui coneixía dels anys del seminari, el va ajudar a decidir-se a favor de l'aixecament de Franco el 1936, defensant la signatura de la Carta Colectiva del Episcopado Español, de suport de la jerarquia eclesiàstica a la insurrecció militar.
De la posterior persecució que es va produir contra els afectes a la revolta el va salvar la intervenció del conseller de Cultura de la Generalitat de Catalunya, Ventura Gassol, ex-estudiant seu. Va poder desplaçar-se a Barcelona i embarcar cap a França. Va retornar a Pamplona, a la zona nacional. Des d'allà va intentar aconseguir el suport del cardenal Vidal i Barraquer per a la causa, sense èxit.
El maig de 1938 rebé instruccions del Vaticà de desplaçar-se a Perpinyà i fer-se càrrec de l'atenció als religiosos que s'havien quedat en zona republicana. Però la diferència d'interessos de l'un i els altres va fer fracassar la missió.
El febrer de 1939 va retornar a Girona. Va haver de desenvolupar una gran tasca de reconstrucció i rehabilitació de la majoria d'esglésies de la diòcesi, així com el Seminari Diocesà i la façana de la Catedral.
Pel que fa a l'aspecte polític va intentar mantenir distància amb les autoritats civils i va defensar els seus capellans. Considerava que no hi havia d'haver contradicció entre el nou ordre i l'ús del català. En aquest sentit va patrocinar una edició bilingüe del Catecisme, l'any 1941, i una d'íntegrament catalana, el 1947.
El seu bisbat va deixar una gran empremta a Girona.

## Defunció
L'1 d'agost de 1963, als 88 anys, Cartañà va morir a Girona treballant malgrat el seu estat de salut minat per l'arterioesclerosi i insuficiència cardíaca. És enterrat a la Catedral.